# Cratere Chang Heng
Chang Heng è un cratere lunare di 42,65 km situato nella parte nord-occidentale della faccia nascosta della Luna a sud-ovest del cratere Fleming.
Il bordo di Chang Heng è parzialmente eroso e presenta un paio di piccoli crateri sul margine settentrionale, oltre a numerosi impatti minori sui margini meridionali ed orientali. Al suo interno è presente un cratere concentrico, dal diametro di circa 14 km.
Il cratere è dedicato all'astronomo, matematico e poeta cinese Zhang Heng.

## Crateri correlati
Alcuni crateri minori situati in prossimità di Chang Heng sono convenzionalmente identificati, sulle mappe lunari, attraverso una lettera associata al nome.
| Chang Heng | Coordinate             | Diametro (in km) |
| ---------- | ---------------------- | ---------------- |
| C          | 20°22′48″N 113°55′48″E | 19,9             |